# Fuchs Jenő

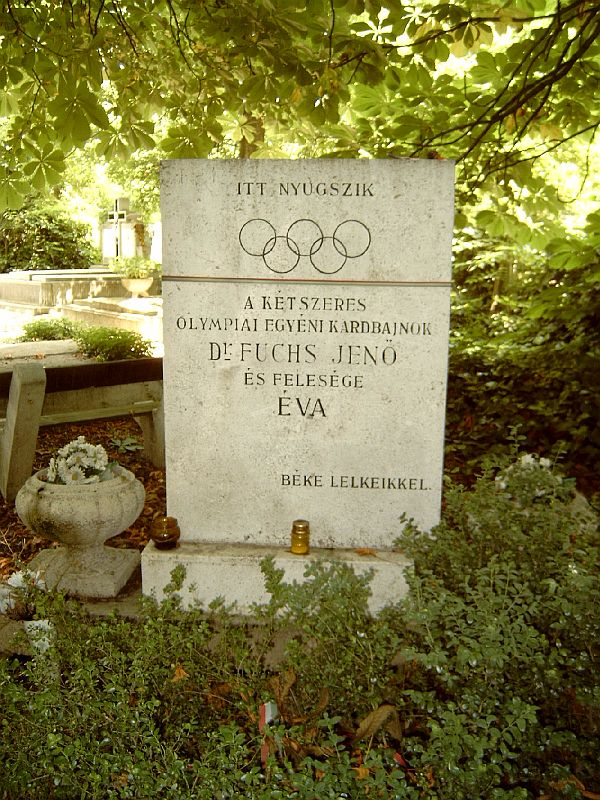
Fuchs Jenő sírja Budapesten. Új köztemető: 23-1-109/110.

dr. Fuchs Jenő (Budapest, 1882. október 29. – Budapest, 1955. március 14.) négyszeres olimpiai bajnok kardvívó.
Apja, Fuchs Zsigmond nyomdász volt, a Pallas nyomda főgépmestere, aki mindkét fiát egyetemre tudta járatni. Fuchs jogászként végzett, 1911-ben a budapesti tudományegyetemen állam- és jogtudományi doktori oklevelet szerzett.

## Sportpályafutása
Mivel nem volt se gazdag, se katona, kívül rekedt kora vívótársadalmán, Magyarországon nagy versenyt sosem nyert. Sokáig egyesületen kívüli versenyző volt Rákossy Gyula tanítványaként, később sportolt az MTK és az NVC színeiben is. 1908 elején első lett a rendkívül erős jogászversenyen, és ez a bajnokságban szerzett nyolcadik helyével együtt elegendőnek bizonyult ahhoz, hogy nevezzék az 1908-as londoni olimpiára.
A londoni olimpián rendkívül jól alkalmazkodott a szokatlan körülményekhez (a mérkőzéseket salakon rendezték), és bejutott a nyolcas döntőbe. Ott Zulawszky Bélával holtversenyben lett első, végül az egy tusra menő döntőben legyőzte ellenfelét. A csapatversenyben újabb aranyérmet szerzett.
1908 és 1912 között nem indult versenyen. Az 1912-es stockholmi olimpiára címvédőként került ki, és megismételte négy évvel korábbi sikereit. Ezután újra csak a vívótermekben lehetett vele találkozni, versenyeken nem. 1924-ben ismét jelentkezett az olimpiai csapatba, de ennek feltételeként versenyeken kellett bizonyítania, hogy helye van a legjobbak között. Amikor az olimpiai indulók létszámát négy főre korlátozták, Fuchs visszalépett a válogatótól.
1928-ban újra jelentkezett az olimpiai válogató versenyekre. A hír lázba hozta a hazai sportvilágot, hiszen a négyszeres olimpiai bajnok 20 éve, 1908 tavasza óta nem indult magyar versenyen. Ekkor azonban már nem volt a régi: fáradtsága, versenyhiánya rányomta bélyegét a szereplésére, és legendás nyugalma is elhagyta. Miután nem tudott a döntőbe kerülni, végleg felhagyott a versenysporttal.
Összesen hétszer szerepelt a magyar vívó válogatottban, de versenyszerűen evezett és szánkózott is. Visszavonulása után ügyvédi irodát nyitott.
1912-ben közeli barátja, Nádas Sándor újságíró így jellemezte egy hosszabb cikkben a Nyugat hasábjain: „Nincs szép magyarosított neve, Fuchsnak hívják, kis, kezdő pesti fiskális, alacsony, jelentéktelen fiú, bajusza nincs is, vagy talán borotváltatja, cvikkert hord, lassan, csöndesen beszél”. 1958. május 18-án Klell Kálmán így emlékezett rá egy hazai emlékversenyen: „Az alacsony, zömök termetű Fuchs vívóállása nem volt iskolaszerű. Rendesen nagy távolságban állt fel ellenfelétől. Idegekre menő, óvatos vívómodorában a pengejáték közben elvonta küzdőtársa figyelmét, s ezalatt szinte belopta magát ellenfele közelébe. Ilyenkor aztán ballesztrával [ugrással] vagy villámgyors egyenes vágással lepte meg ellenfelét.”
1981-ben a Zsidó Sporthírességek Csarnoka tagjává választották.

## Állítólagos katonai pályafutása
Egy viszonylag széles körben ismert legenda szerint a második világháborúban önkéntesnek jelentkezett. A szabályok szerint azonban csak  munkaszolgálatos lehetett, de ő azt is vállalta. Rajparancsnokként aknaszedő volt a 323. német gyaloghadosztály sávja előtt. Helytállásáért Hofmann százados és Friedrich Trompeter ezredes előterjesztette II. osztályú német Vaskereszt kitüntetésre. A Magyar 2. hadsereg parancsnoka, Jány Gusztáv az előterjesztésről így nyilatkozott: „Nincs módom felülbírálni a németeket, én csak hőst ismerek!”, és ennek megfelelően Fuchs Jenőt és raját a további szolgálat alól felmentette és hazaküldte. A frontszolgálat után Fuchs egy angyalföldi hadikórházban dolgozott mint ápoló, így vészelte át a háborút. A kitüntetést  Berlinben vette át. A háború után 1945-ben háborús kitüntetése miatt letartóztatták. Fogságát a Pest-vidéki Fogházban töltötte, többek között Szepessy Géza főhadnagy társaságában.
Ungváry Krisztián megállapította, hogy az egész történet Szepessy kitalációja. Fuchs valójában nem katonáskodott a második világháborúban, a Vaskereszt állítólagos adományozását tanúsító irat pedig otromba hamisítvány. A legendát cáfoló tanulmánya szerint Fuchsot 1945 után egy napra sem tartóztatták le, tehát nem is találkozhatott Szepessyvel semmilyen börtönben. Életének 1939-1945 közti eseményeiről sajátkezűleg írt, a munkahelyi igazoló bizottságának 1945. október 23-án leadott jelentése szerint kormányzói kivételezettsége miatt nem volt katona, tehát a Don-kanyarban sem járt, és semmilyen kitüntetést sem kapott. Nincs adat arról sem, hogy Trompeter ezredes ismerte volna Fuchsot, és Ungváry szerint Jány Gusztáv említése is sántít a történetben, mivel a német kitüntetések viselésének engedélyezése a kormányzó jogköre volt.

## Tőzsdei pályafutása
Miután sportkarrierjétől és ügyvédi pályafutásától visszavonult, a Budapesti Áru- és Értéktőzsdén helyezkedett el mint tőzsdetitkár. Az ő közbenjárására vezették be a mai napig használatos statisztikai jelentési rendszereket, több pénzügyjogi tanulmányt publikált, és kiépítette a tőzsde háttérapparátusát.
Munkásságát a II. világháború alatt is folytatta, és mivel a tőzsdei cégek nélkülözhetetlennek minősítették, állását is megtarthatta. 1944-ben azonban zsidó származása miatt el kellett hagynia munkahelyét, ezt követően pedig bezuhant a tőzsdei kereskedés. Fuchs a háború végét a budapesti gettóban vészelte át.
A háború befejeztével, 1945 februárjában megbízták a kereskedési feltételek megteremtésével és a tőzsde alkalmazottainak összehívásával. Hamarosan főtitkári pozícióba választották meg, 1945 májusában pedig sikeresen élesztette újjá a magyar tőzsdei kereskedést. Tárgyalásokat folytatott többek között Gerő Ernő közlekedésügyi miniszterrel, valamint Vorosilov marsallal, a szovjet hadsereg parancsnokával és a Szövetséges Ellenőrző Bizottság elnökével is. Tevékenységét egészen 1948-ig folytatta, amikor az akkor nyolcvannégy éves pesti tőzsde utolsó közgyűlésén bejelentette, hogy a tőzsde működését a kommunista hatalom beszünteti.

## Sporteredményei
- kétszeres olimpiai bajnok egyéni kardvívásban (1908, 1912)
- kétszeres olimpiai bajnok csapat kardvívásban (1908, 1912)

## Érdekességek
1910-ben Fuchs olimpiai csapattársával, Gerde Oszkárral vívott kardpárbajt, és könnyebben megsebesült. A homlokvágás nyomát haláláig viselte.

## Egyéb
1936-ban feleségével együtt zsidó vallásából kítért.